# Ichneumon unalaskae
Ichneumon unalaskae là một loài tò vò trong họ Ichneumonidae.